# Abreviador
L'abreviador o abbreviator en llatí era l'encarregat d'escriure les butlles papals, informes i decrets a la Cancelleria Apostòlica Papal. Es menciona aquest càrrec per primer cop a les butlles papals Extravagantes del papa Joan XXII i de Benet XII.

## Origen romà
Els abreviadors són aquells qui fan un escurçament o produeixen un resum d'una escriptura llarga o un discurs. Això es feia tallant les paraules i les frases. Les abreviacions eren de dos tipus, l'ús d'una sola lletra per a una sola paraula o l'ús d'un senyal, nota o marca per marcar una paraula o una frase.
L'emperador Justinià va prohibir l'ús d'abreviacions a la recopilació del Compendi i després va estendre la seva prohibició a totes les altres escriptures. Aquesta prohibició no va ser, però, obeïda totalment. Els abreviadors van entendre-ho a la seva pròpia conveniència i es van interessar per formes abreviades; aquesta era la situació, sobretot a Roma. Va ser una pràctica antiga dels cristians que va permetre de manera fàcil i segura la comunicació entre ells, guardant així llurs secrets dels enemics i dels falsos germans.

## Abreviadors eclesiàstics
La Cancelleria Apostòlica va adoptar aquesta manera d'escriptura com l'estil curial, encara més, ometent les ae i els oe dels diftongs i també totes les línies i marques de puntuació. Els abreviadors eclesiàstics són oficials de la Santa Seu, car ells estan entre els oficials principals de la Cancelleria Apostòlica, un dels rangs més antics.
Fins als segles xii i xiii el deure de la Cancelleria Apostòlica era preparar les cartes de bisbes i escrits per a la comparació de dignitats de l'Església i altres matèries de gran importància que eren discutits i decidits al Consistori. Cap als segles xiii i XIV els papes, que vivien a Avinyó, França, van començar a reservar la recopilació de beneficis, perquè tots ells, especialment els majors, es conferissin per mitjà de la Cúria Romana. Com a conseqüència, el treball va augmentar molt, i el nombre d'abreviadors per tant també. Per regular l'expedició apropiada d'aquests beneficis reservats, al pontificat de Joan XXII van instituir-s'hi les regles de cancelleria per determinar la competència i la manera de procediment d'aquesta oficina. Després l'establiment del Dataria i el Secretariat d'Informes va alleujar el treball de la Cancelleria i es va reduir el nombre d'abreviadors.
Segons Ciampini la institució d'abreviadors era molt antiga, i va tenir èxit després de les persecucions als notaris que varen gravar els actes dels màrtirs. D'altres autors rebutgen aquesta institució primerenca i l'atribueixen a Joan XXII. És cert que ell va emprar el nom d'abreviadors, però parla com si ells haguessin existit abans del seu temps, i va tenir, per sobreimposició de la seva tasca, moltes queixes i protestes.
El papa Martí V va fixar la manera per al seu examen i aprovació, i també l'impost que els abreviadors havien d'exigir per llur feina, i la sobrecàrrega. Ell també va assignar-hi certs emoluments. Qui fos l'abreviador més baix, seria promogut al més alt, fins a la presidència de la institució. Les seves oficines eren compatibles amb altres oficines, és a dir, els abreviadors podien tenir dos beneficis o càrrecs al mateix temps, alguns conferits pel cardenal vicecanceller i d'altres pel Sant Pare.

## De l'oficina a un Col·legi de Prelats
Durant el pontificat de Pius II, el nombre d'abreviadors que havia estat fixat en vint-i-quatre va començar a créixer, i això va implicar que disminuís la remuneració individual. Com a conseqüència, els homes capaços i competents no varen pas cercar feina en aquesta oficina, i el vell estil d'escriptura amb relació a les butlles va caure en desús. Això va provocar un mal a la justícia, les parts interessades i a la dignitat de la Santa Seu.
Per tal de remeiar-ho i restaurar el vell estil de la cancelleria, el papa va augmentar el nombre d'abreviadors fins a setanta, i els va formar en una universitat de prelats. Va també decretar que la seva oficina havia de ser perpètua, que havien de tenir-se en compte certs emoluments, i els va concedir certs privilegis. Va dividir-los entre els Abreviadors de Parco Majori i els Abreviadors de Parco Minori.
Els de Parco Majori havien de tenir una posició una mica més elevada sobre la cambra, separada de la resta del vestíbul a través d'unes cortines. Ajudava el vicecanceller, subscrivia cartes i s'estava molt de temps examinant i revisant les cartes apostòliques perquè s'emetessin amb el segell de plom. Els de Parco Minori, tanmateix, havien de seure entre els escriptors apostòlics als bancs de la part inferior de la cambra, i llur tasca era dur els horaris signats o súpliques als prelats de Parco Majori.
Un dels prelats de Parco Majori feia un resum, i l'altre prelat el revisava. Els prelats de Parco Minori varen formar una mena de tribunal on, ells com universitat, decidien el que podrien fer sobre la forma i la qualitat de les cartes, de les clàusules i decrets per unir-ho a les cartes apostòliques, i de vegades sobre el pagament dels emoluments i altres contingències. La seva opinió sobre les preguntes sobre les activitats de la cancelleria va ser molt apreciada per tots els tribunals romans. Pau II va suprimir aquesta universitat, però Sixt IV la va restablir.
Sixt IV va fixar en setanta-dos els abreviadors, dotze de Paco Majori i vint-i-dos de Parco Minori, amb trenta-vuit examinadors que s'ocupaven de la forma de les cartes. El seu treball també va relacionar-se amb donar assistència a dies de multa, així com de la signatura de cartes i diplomes. Ciampini menciona un decret del vicecanceller pel qual els absents eren multats quant a la pèrdua de la seva porció dels emoluments de la sessió següent de la cancelleria.
També va concedir molts privilegis a la Universitat d'Abreviadors, però sobretot als membres de la presidència major. Pius VII va suprimir moltes de les oficines de la cancelleria, de tal manera que va desaparèixer el Tribunal de Correctors i els abreviadors de Parco Minori. Del Tribunal de Correctors només va quedar-ne un suplent-corrector.
El 1903 la universitat tenia disset prelats, sis suplents i un subaltern-suplent, tret dels prelats, tots podien ser clergues o laics. Tot i que el deure dels abreviadors era originàriament fer resums i abreviacions de les cartes apostòliques, els diplomes, etc., fent servir abreviacions legals, clàusules i formularis, quan la seva oficina va créixer en importància, van delegar part de les seves activitats a suplents i es van restringir a vigilar l'expedició apropiada de les cartes apostòliques.
Abans del 1878 totes les cartes apostòliques i informes que requerissin per ser validats el segell de plom, havien d'estar en pergamí aspre i en caràcters gòtics, se suprimien línies o diftongs o marques de puntuació. Les butlles que s'escriguessin en un pergamí diferent, o en caràcters diferents amb línies i puntuació, o sense les abreviacions acostumades, clàusules i formularis, es rebutjaven com espúries.
El papa Lleó XIII va ordenar que havien d'escriure's en endavant en caràcters llatins ordinaris en pergamí ordinari, i que no es fes servir cap abreviació que no es pogués entendre fàcilment.